# Parqués
Le Parqués est un jeu de société colombien inspiré du Pachisi. Jeu de hasard raisonné, il impose aux joueurs d'amener leurs pions le long d'un parcours jusqu'à la case centrale, en utilisant deux dés pour déterminer la longueur des déplacements successifs.

## Culture colombienne
Le Parqués est une variante colombienne du Pachisi originaire d'Inde. Son appellation peut être une adaptation locale du mot Pachisi, influencée par d'autres variantes telles que le Parcheesi, et Parqués n'a aucune signification en dehors du jeu. Bien qu'une origine espagnole pourrait être invoquée, du fait de la similarité du Parqués avec le Parchís, il est majoritairement admis en Colombie que le jeu est une invention locale et que comme le Parcheesi, le Parchís et le Ludo, le Parqués dérive directement du Pachisi. Il n'existe à ce jour aucune preuve qu'il tient son origine directe d'un autre pays que l'Inde. De plus le Parqués n'est joué dans aucun autre pays latino-américain ; il se présente comme une rencontre entre le jeu originaire d'Inde et la culture colombienne.
En Colombie, le Parqués est pratiqué dans toutes les régions tant par les enfants que par les adultes, avec quelques variantes locales. Les adultes y jouent le plus souvent pour de l'argent pour rendre le jeu plus intéressant. On trouve des tabliers pour 4, 6 et 8 joueurs, décorés d'images d'équipes de football, d'artistes ou de figures culturelles, et nombre de joueurs se fabriquent leur propres tabliers.
Le tablier est couramment couvert intérieurement d'une plaque de verre pour faciliter le roulement des dés, mais d'autres sont faits simplement de papier pour en faciliter le transport.

## Joueurs
On joue avec 2 dés.  Le jeu se pratique entre 2 et 8 joueurs (selon le plateau de jeu). Contrairement au Parcheesi, il n'y a pas de blocage. Le premier tour est pour le joueur qui lance le plus grand nombre.

## Début
Les pièces de chaque joueur sont initialement placées dans sa prison. Il doit lancer un pair (un double : comme 5-5, 1-1) pour les en sortir. Si le joueur lance un 6-6 ou un 1-1, il peut libérer toutes ses pièces. Mais si c'est un autre pair (2-2, 3-3, 4-4, 5-5), il ne peut libérer que deux pièces. Quand il libère une pièce, il peut relancer les dés et déplacer cette pièce.

## Lancement de dé et déplacement
Chaque joueur lance les dés. Il doit déplacer ses pièces selon les nombres obtenus avec les dés. Par exemple, s'il obtient 5-3, il peut se déplacer :
- 8 avec une pièce ou
- 5 avec une pièce et 3 avec une autre

Après avoir déplacé ses pièces, il passe le tour au joueur suivant qui lance le dé et se déplace.

## Tours
Chaque joueur peut utiliser un tour. Mais il y a des exceptions :
- Si le joueur lance une paire.  Il gagne un tour supplémentaire.
- Si le joueur a toutes ses pièces dans la prison.

## Envoyer à la prison (manger)
Si le joueur déplace sa pièce dans la case où se trouve déjà la pièce d'un autre joueur, il peut l'envoyer à la prison. Ce mouvement est appelé « manger » (comer en espagnol) la pièce. Le joueur ennemi doit lancer une paire pour sortir de la prison.

## But
Le joueur doit avancer toutes ses pièces jusqu'à la case finale pour finir le jeu.